# アリスと蔵六
『アリスと蔵六』（アリスとぞうろく）は、今井哲也による日本の漫画作品。『月刊COMICリュウ』（徳間書店）2012年12月号より連載。2013年には第17回文化庁メディア芸術祭マンガ部門新人賞を受賞。2015年5月号を最後に7か月休載。2015年12月号より連載再開。2022年4月時点で単行本の累計発行部数は100万部を突破している。

## あらすじ
作中の時間は物語開始で2012年。本編は紗名と蔵六の出会いの話である1・2巻を第1部、紗名に仲良しの友達ができ、学校に通うまでの話である3・4・5巻を第2部、明確な敵意を持った赤の王が登場する話である6・7巻を第3部、ワンダーランドの影響が表面化し世界が騒がしくなり、その中で紗名が初めて家出する話である8巻以降を第4部としている。

### 第1部
花屋を営む樫村蔵六は、ある日コンビニでドレス姿の少女・紗名に出会う。紗名は蔵六につきまとい、結果蔵六は奇妙な事件に巻き込まれる。紗名はアリスの夢と呼ばれる超能者で、あることがきっかけでアリスの夢の研究所を脱走中だった。蔵六は能力を使わないという約束で紗名をひきとり、孫娘の早苗と三人暮らしをはじめる。だが紗名はミニーCによって連れ去られ、研究所に戻されそうになる。拘束された紗名はなんとか能力を使って蔵六を呼び寄せ、さらに駆け付けた一条雫によってミニーは倒され、紗名は自由の身となる。

### 第2部
敷島羽鳥はアリスの夢を発現し、そのことを親友の美浦歩にだけうちあけていた。魔女になったと思い込んだ羽鳥は歩と遊びに行った原宿で、周囲の人の動きを止めるが、能力が効かなかった紗名が羽鳥を追ってくる。蔵六達を能力で支配したことに激怒した紗名は、ワンダーランドに羽鳥をおびき寄せ、脅しつけるが、羽鳥と能力をぶつけあった結果、能力が使えなくなり、ワンダーランドから出られなくなる。ワンダーランドのウサギが羽鳥のスマホを拾って通信できるようにしたのを見た羽鳥は歩に連絡。紗名はウサギが作った入り口を探してくれと頼む。歩はワンダーランドの入り口を発見し、羽鳥、紗名、とばっちりでワンダーランドに転移させられていた蔵六と早苗もそろって家に帰還する。

### 第3部
紗名は蔵六と養子縁組し、小学校に編入。友達になった羽鳥、歩の3人で別室授業を受けていた。政府はアリスの夢の存在を公表。能力に目覚める若者が増えていた。ある日、紗名たちは一条に連れられて、紗名が生まれたワンダーランドのある研究施設に行く。かつて混沌としていたワンダーランドは小さな白い部屋になっていたが、紗名はワンダーランドが新たな成長をしたと見抜き探索。そこで紗名そっくりな少年と出会う。彼は赤のキングと名乗り、紗名を能力で殺す。一条が能力で対抗し説得するが、キングは理解しない。ワンダーランドは施設の外へと拡張し、羽鳥たちも巻き込まれるが、キングは施設職員や駆け付けた自衛隊員の鏡の門を次々開いていく。キングは鏡の門を持たない歩を連れ去るが、そこへ復活した紗名と羽鳥があらわれる。紗名はキングに首輪をつけ、羽鳥は他人に危害を加えないよう命令。キングは笑いながら姿を消す。

## 登場人物
声の項はテレビアニメ版における声優。

### 主要人物
樫村 紗名（かしむら さな）
声 - 大和田仁美
本作の主人公。金髪の少女。自身の年齢は分かっておらず、外部からは8～10歳と推定されている。
アリスの夢の中でも他に例のない能力、「自身の想像力が及ぶ限りどんな物理現象も自由に書き換える」というもので、ワンダーランドと呼ばれる、巨大な空間を研究所の地下に作り出すほど。また、特殊な事象が起こらない限り能力で自由にワンダーランドに行き来できる。ただし、たまにハズレと呼ばれる能力を引き出すことがある。
その能力の強大さから、ほかのアリスの夢とは一線を画し、赤の女王（あかのクイーン）と呼ばれる。
体力はからっきしで、少し走っただけで息が上がる。また、乗り物酔いしやすい。頭脳は数学や理科などの科学分野に秀でているが、国語や数学・理科の文章題などは苦手。日常生活において、蔵六から能力の無闇な使用を禁じられている。
性格は年相応の幼さが残り素直になれないところもあるが、自身の、特にアリスの夢に関することはよく理解しており、このことに関しては少しシリアスになることが多い。
自身の意識が顕在化したころから静岡にあるクライス&クラーク製薬日本法人の研究所の地下にいたが、ある事件が起こり、研究所に不信感が芽生え、研究所を潰すことを目標に脱走し、その先で蔵六と出会う。
紗名という名前は雛霧姉妹から貰ったもので、絵本に登場した赤の女王は魚が好きという理由から。
交友関係は、研究所にいる頃より雛霧姉妹、研究所を出てからは羽鳥や歩などが友達。蔵六の孫・早苗や蔵六の店の店員とも親しくしている。また、学校に通うまでは一条が彼女の家庭教師を務めていた。
蔵六の家に来たばかりの頃はお風呂が嫌いであり、能力を使い汚れないようにするほどだったが今は克服している。
学校に通うため、自らが選んで蔵六の養子縁組に入り、樫村姓をその時に貰った。だが実の血縁関係ではないことを気にしている節がある。
自身の気持ちに引っかかりや納得できないことができると「モシャモシャする」と表現する。
第3部で赤の王の能力によって殺害されるものの、ワンダーランドが遺体からコピーを作って樫村家に送り返したことにより事実上復活する。
紗名本人は死の瞬間まで含めて記憶しているが、殺された紗名の遺体はそのままであり、また復活にともなって「鏡の門」の形状が変わったことから「自分は紗名の偽物なのではないか、偽物の自分が樫村家にいていいのか」と苦悩するようになる。
復活後、誕生日の近い蔵六に贈るプレゼントとして完全な善意で「早苗の両親を生き返らせてやる」と発言し、それが逆鱗に触れて我を忘れた蔵六に顔をはたかれ、ショックで家出してしまう。
家出後に出会ったノエミの持つ計算機を能力も使わずあっさり使いこなした。
その正体は人間ではなく、ワンダーランドの一部であるとされ、ワンダーランドが外の世界を知ろうとして、その一部が人の形と意識を持ち顕在化したもの。
樫村 蔵六（かしむら ぞうろく）
声 - 大塚明夫
白い顎鬚と口髭をたくわえる白髪の老人。1943年生まれ。
性格は頑固者爺で、曲がったことが大嫌いと自称する。その程は、紗名と雛霧姉妹が能力を使って大暴れした際も、能力については目もくれず真っ先に説教をするほどである。
家族は孫が一人のみ。店舗はないが、イベント用の花を取り扱う生花店「樫村生花」を営んでいる。
交友関係は、表社会にはいないような沢木、警察官の倉さん、内藤など意外と広い。
紗名が人間ではないと聞いたときも老人の余裕からかそれをすぐに受け入れ、そのことを聞いてショックを受けていた紗名に対してもフォローを入れ、対峙していたミリアムを余裕であしらった。
妻はクロエという女性だが、現在の所在、安否は不明。
1950年には、リュックという人物とネパールのカトマンズなどで行動していた。
樫村 早苗（かしむら さなえ）
声 - 豊崎愛生
蔵六の孫。書面の上では紗名の姪。学生。
性格は唯一血が繋がった家族の蔵六とは似ても似つかず、のんびりしていて優しい。紗名も初めて会ったときは、蔵六の孫であることを疑っていた。語尾はよく「～」と伸ばして表現されている。
両親とは物心つく前に死別している。
家では紗名の面倒をよく見ており、彼女が初めて家に来たときはホットケーキを彼女に作ってあげた。料理が得意。
紗名の悩みなど親身になって聞いたり、彼女を励ましたりしている。
内藤 竜（ないとう りゅう）
声 - 大塚芳忠
蔵六の昔馴染みの警察官。蔵六と正反対の性格で、ルーズ。
アリスの夢の研究所をかねてからマークしていたらしく、蔵六から紗名のことを聞き、すぐに彼の下へ駆けつけた。
研究所閉鎖後もアリスの夢に関係する事件に協力したり、紗名の戸籍の捏造などを請け負った。
一条 雫（いちじょう しずく）
声 - 小清水亜美
内閣情報調査室特務機動B班所属。26歳。小学校教諭免許所持。
アリスの夢の女性で、その能力・トランプは「アニメに登場したメイドさんのキャラクターの能力」。666の武器と13の魔法書を使うことができる。
基本1人1つのトランプしか持たない中、複数の能力を持っているに等しい力を有する。高校2年の冬、夜中にアニメをつけっぱなしにして寝ていたところ、能力が発現した。
能力のせいで周りから避けられ、部署内では腫物扱いを受けていることなどから友人が少ない。
紗名が学校に行くまでは彼女の家庭教師をしており、彼女と触れ合う時間を楽しんでいた。
アリスの夢の能力は番号と術式で使い分けており、本人曰く、番号の1桁台は手加減が効かないものらしい。また1桁台を使う際はメイド衣装に変身する。
山田 のり子（やまだ のりこ）
声 - 広瀬ゆうき
一条の後輩で天才ハッカー。ただし、もとは一条のストーカー。
山田のり子特製 汎地球 一条先パイ探知システム・改という珍妙な名前のアリスの夢居場所特定システムを一人で作り上げる天才。ただし、一条への熱が強すぎるせいで周りからは呆れられている。
羽鳥の下へ訪ねた際は5回も彼女の能力の餌食になっていた。
赤の王が顕現した際は一条と連絡を取り合い、ワンダーランド内の様子を探って問題解決に努めたり、一条との連絡が途絶えた後は救助隊に適切なアドバイスを送っていた。

### 紗名の友達
雛霧 あさひ（ひなぎり あさひ）、雛霧 よなが（ひなぎり よなが）
声 - 藤原夏海（あさひ）、鬼頭明里（よなが）
紗名に初めて出来た友達。双子で二人ともアリスの夢。姉・あさひは縦ロールのツインテール、妹・よながはポニーテール。
はじめは、研究所から脱走した紗名を追っていた。研究所閉鎖後は横須賀にあるアメリカの学校に通い、寮で暮らしている。あさひは美術部、よなががバドミントン部に所属。
あさひの持つトランプは「鎖の付いたものならどんなものでも呼び出せる」能力で、よながの持つトランプは「弓矢を放つことができる」能力。
かつては自分たちのどちらが姉で妹かも区別があいまいだった。とある出来事がきっかけで能力が発現し、その後、研究所に入る際に職員から区別できるポイントを聞かれた際、鏡の門の形状をもとに自分が姉か妹か区別し、キッパリ言い切った。
ポチという「羽を出し空を飛ぶ」能力を持つ懐いている犬がいる。
敷島 羽鳥（しきしま はとり）
声 - 内田秀
紗名に「外の世界」で初めてできた友達の1人。アリスの夢。9歳。
「人々の想像力を奪い命令することができる」能力を持ち、この能力を使い短い間ではあるが、原宿にいる人々を支配した。その際、その能力から逃れた紗名と出会う。しかし、蔵六達を支配した能力者であることが彼女に知られると、彼女を初めて激怒させてしまった。
自身の小学校受験の失敗から不仲になってしまった両親の仲をもとに戻してほしいと願ったときにアリスの夢を発現した。
友達の歩からは「はあちゃん」と呼ばれ、彼女に能力のことを打ち明け、彼女と共に家出をしたりした。
能力の制御がうまくいかず、自身のことを「悪い魔女」や「人食いのクマ」などとののしり、そのように生きようとした矢先に能力が効かない紗名と出会ってしまったことから、家に引きこもってしまい、母に能力を使い続けてしまう。
上記のように、紗名を激怒させてしまったことが原因となり、彼女の能力によってワンダーランドに引きずり込まれてしまい閉じ込められる。そこで自身につのっていた想いを紗名にぶつけると、彼女から意外な返事が返ってきて、それがきっかけで彼女と打ち解ける。そして、自身の本当の想いに気づき彼女と共にワンダーランドを出ることを決意する。
紗名が学校に通うようになると、彼女も同じ学校に通うようになる。紗名とはお互いの能力を打ち消し合う描写がある。
美浦 歩（みほ あゆむ）
声 - 高橋未奈美
紗名に「外の世界」で初めてできた友達の1人。大樹という弟がいる。
羽鳥の友達で、彼女からは「あゆちゃん」と呼ばれていて彼女が当時、唯一信頼できる人であった。
サッカーを習っており、コーチからの評価も高い。また、記憶力にも優れている。
羽鳥の能力について唯一打ち明けられており、彼女が原宿で大規模な能力使用をした際、彼女と一緒にいた。
能力を持っていないが、ワンダーランドに囚われてしまった羽鳥たちを助けるために奮闘する。
紗名が学校に通うようになると、彼女も同じ学校に通うようになる。
素のときの一人称は「ぼく」で、髪は短く、羽鳥からはイケメンと称されたこともあるが、実際は女の子である。早苗も初めて会ったときは男の子だと思っていた。
ノエミ・カノヴァス
紗名が家出し、樫村生花に逃げ込んだ時に出会った褐色肌の少女。フランス、パリ在住。父親とホテルに滞在中。
アリスの夢のような力を発揮できる謎の計算機（クルタ）を所持し、使いこなすことができる。この計算機を使いこなすためにスーパーコンピュータでもできない計算をこなす天才。
計算機を見つけた伯父・ジャン=ポールの研究を続けているが、両親からは反対されている。
クロエの花屋を探し、紗名と出会う。

### 研究所の人物
鬼頭 浩一（きとう こういち）
声 - 松風雅也
クライス&クラークジャパンに勤める研究員。黒髪で眼鏡をかけている。
3年前にミリアムを迎えに来た研究員で、アリスの夢を研究している。
研究所閉鎖後の行方は不明。
ミリアム・C・タチバナ
声 - 能登麻美子
3年前に日本の研究所にやってきた、アリスの夢。常に和服を着用している。元米軍少尉。愛称はミニーＣ。
発現したトランプは「死別した夫のジョー・M・タチバナ（声 - 山本格）の腕を自由に出すことができる」 能力。夫の腕に抱かれる夢を見るようになり、その時に鏡の門が開いたため能力を得た。腕の数や大きさは自由に変えられ、力も調整できる。また、軍による訓練によって腕を透明化することもできる。
紗名が研究所を脱走してから、彼女を連れ戻す命令を受け任務を遂行していたが、一条に任務を妨害され、アリスの夢同士の闘いとなる。しかし、手数が上の彼女に敗れ、その場で逮捕される。
クレオ
声 - 内田秀
アリスの夢の子供。トランプは「絵に描いた無機物をそのまま現実世界に出現させる」能力。
研究所閉鎖後の行方は不明だが、雛霧姉妹の話では、研究所の子供たちの行く先はすでに決まっている。
カーク・ハーシェル
声 - 浜田賢二
クライス&クラークジャパンの主任研究員。研究所閉鎖後、山田に対し「アリスの夢」についての見解を述べた。

### ワンダーランドの住人
ウサギさん
ワンダーランドに住む、洋装のウサギ。自力で鏡の門を開けることができる。
紗名と同じようにワンダーランドと外の世界を行き来できる。性格は気まぐれ。
赤の王が外の世界に出ようとした際に一条に協力した。
赤の王（あかのキング）
紗名によく似た男の子。紗名と同じくワンダーランドの分身であり、その一部が人の姿と意識をとり自立行動したもの。
紗名を見つけ”交代”を彼女に告げる。
ワンダーランドそれ自体が持つ「鏡の門を多く開き、現実世界に近づきたい」という本能に忠実であり、彼自身も「鏡の門が綺麗だから」という理由で、目についた人間を無差別に「アリスの夢」へと次々に変えていく。本人も「世界のすべてを鏡の門にし尽くし、ワンダーランドと一つにする」と公言している。
その一方でコミュニケーションには紗名と異なり意味をあまり見出しておらず、対象を知ろうとする際は直接頭を覗いたり分解しようとする。それが結果的に人間の殺傷につながり、本人も人間的な道徳観や善悪の区別がつかないため、紗名を含む人間からは敵視されるようになる。
紗名たちに外の世界に追い出された後も自身の目的を着々と進めている。

### その他の人物
カッコいいお姉さん
声 - 田村ゆかり
紗名が助けを求めて接触した人物。花を持ち、海の見える場所で墓参りをしている。
紗名が助けを求めて接触した際は、「あんまり何度も私と話すのは反則だと思うぞ」という発言を残し、彼女にアドバイスを送る。何かを知っている人物。
中西 千夏（なかにし ちなつ）
声 - 高倉有加
樫村生花の女性スタッフ。陽気な性格で、紗名とも仲が良い。蔵六が紗名の正体を打ち明けた数少ない人物。
林 一郎（はやし いちろう）
声 - 菅原慎介
樫村生花の男性スタッフ。千夏同様、蔵六から紗名の正体を聞いた。
高田（たかだ）先生
6巻から紗名・羽鳥・歩が通うようになった新宿区立淀橋第五小学校の女性教諭。紗名たち3人だけの特別クラスの担任で、奇異の目で見られがちな「超能力者」にも普通に接する。
東堂（とうどう）
クライス&クラークジャパンの研究所閉鎖後、ワンダーランドを監視している国の研究チームの主任。眼鏡をかけて太っている温厚な男性。
樫村 クロエ（かしむら クロエ）
蔵六の妻。年を取らなかったという。
リュック
蔵六の幼少期に一緒にいた人物。世界中を旅していた模様。フランスの防諜総局所属のスパイ。
ファイサル・アル=カリーム
モロッコにてリュックと蔵六に協力し、ジャン=ポール・カノヴァス博士を救出した人物。
約50年後、紗名の家出騒動にて再び蔵六に協力する。
宇佐美 凛子（うさみ りんこ）
内閣情報調査室特務機動A班所属。アリスの夢。
怪我を負った一条の代わりに家出した紗名を探しに来た人物で、紗名からは怖がられている。

## 施設
樫村生花
店舗を持たない蔵六の生花店。原宿近辺に事務所がある。
事務所内には様々な花器が置かれ、作業台などもある。
クライス&クラーク（K&C）製薬 日本法人 静岡研究所
紗名たちが暮らしていた研究所。富士山麓にある。
アリスの夢の研究が行われ、内藤によると非人道的な実験も行われていたらしい。
地下には広大なワンダーランドが広がり、日本政府が海外資本に研究所を売り渡した最大の要因となっている。
閉鎖後、研究所跡地には国の研究チームが常駐し、24時間体制でワンダーランドを観察している。
ワンダーランド
研究所の地下に広がる地下区画がでたらめな空間に書き換わって出現した異空間。生態系まで存在しているが原理は不明。
紗名＝赤の女王にとっての遊び場であると同時に彼女の本体ともいえる存在であり、物語が進むにつれてより複雑に、より高度にその姿を変えていく。
久しぶりに研究所地下に入った紗名によれば、高次元の存在へのシフトが始まっていたらしい。
赤の女王や赤の王はこのワンダーランドで作り出された分身のようなものであり、二人は制御権を握っている限りにおいて、ワンダーランドを空間、物理法則まで含めて自由自在に操ることができる。
赤の王曰く、この世界と一つになりたがっているとのことで、第4部ではその影響が表面化している。
基本的にワンダーランドは赤の女王または赤の王の意思に従って望むがままに変化するが、二人とはまた別にワンダーランドそれ自体にも意思のようなものが存在するような描写があり、彼らがなんらかの事情で能力を行使できないタイミングでひとりでに超常現象が発生することがある。
外の世界
紗名が求めた研究所の外。作品中では、現実世界を指す呼び名。

## 用語説明
アリスの夢
2000年代に入り、突如として現れた異能の力を持つ者たちの総称。米軍関連施設で名付けられ、当初は世界でも百数十人ほどしかいなかった。環太平洋地域とりわけ東アジアが突出して多かった。
アリスの夢の能力者は能力を使う際に鏡の門（ルッキングラス）と呼ばれる円環状のヴィジョンを空間に出現させる。
鏡の門と同時に頭にあったイメージをトランプとして呼び出し能力を発現する。
これまで秘匿にされてきたアリスの夢だったが、「研究所」解体後、紗名が学校に通い始める時期とほぼ時を同じくして、政府の発表によりアリスの夢が一般に認知されるようになった。
また、それに伴い能力が発現する人も増加傾向にある。
能力を使用する際はそれに応じた大量のカロリーを消費するため、アリスの夢の多くは大食いだったり、カロリーの高い甘いものをよく食べている。
またこの理由から、この能力で食べ物を生み出して食べても空腹を満たすことはできない。
トランプ能力の効果的な行使には人間世界での人生経験値が大きく作用する。
トランプ
アリスの夢たちが行使できる能力の呼称。「赤の女王」「赤の王」といった例外を除き、一人につき一種類の能力しか行使できず、その能力は鏡の門が現れた瞬間に頭の中にあったイメージが選ばれる。イメージが能力の源泉となる都合上、能力者の大半は特定の物体を創造する系統の能力であり、変身、洗脳、物理法則の超越といった実体を伴わない能力の持ち主は希少。逆に同じ物体でさえあれば、創造する物体のサイズ、個数、質量は能力者の裁量で自在に決められるようである。
一度鏡の門を開いて能力者となった場合、それを閉じる（＝能力者でなくなる）手段は発見されておらず、後から能力を別のものに変更することや２つ目以降の能力を獲得することは原則として不可能。
ただし、一条雫のようにイメージの対象となった存在が複数の能力を行使できる存在だった場合、事実上２種類以上の能力が扱えることもある。
鏡の門（ルッキングラス）
アリスの夢がトランプを使用する際に空間に出現させるヴィジョン。形状はどんな能力であっても肉体一つに対して一つ。
その正体は、人が暮らす世界とワンダーランド、2つの世界がぶつかってできた境界線。

## 書誌情報
- 今井哲也『アリスと蔵六』 徳間書店〈RYU COMICS〉、既刊13巻（2024年12月13日現在）
  1. 2013年3月30日発売[6]、ISBN 978-4-19-950337-5
  2. 2013年9月13日発売[7]、ISBN 978-4-19-950356-6
  3. 2014年3月29日発売[8]、ISBN 978-4-19-950391-7
  4. 2014年10月11日発売[9]、ISBN 978-4-19-950419-8
  5. 2015年4月13日発売[10]、ISBN 978-4-19-950447-1
  6. 2016年4月13日発売[11]、ISBN 978-4-19-950503-4
  7. 2016年11月11日発売[12]、ISBN 978-4-19-950534-8
  8. 2017年5月13日発売[13]、ISBN 978-4-19-950565-2
  9. 2019年12月13日発売[14]、ISBN 978-4-19-950693-2
  10. 2022年4月13日発売[15]、ISBN 978-4-19-950775-5
  11. 2023年7月13日発売[16]、ISBN 978-4-19-950820-2
  12. 2024年2月13日発売[17]、ISBN 978-4-19-950845-5
  13. 2024年12月13日発売[18]、ISBN 978-4-19-950886-8

## テレビアニメ
2016年11月にアニメ化が発表され、2017年4月から6月にかけて放送された。全12話。初回は60分放送。
第5話の放送翌週は第1部となる第1話 - 第5話を振り返る第2部放送直前特番が放送された。出演は大和田仁美、大塚明夫、松風雅也。

### スタッフ
- 原作 - 今井哲也
- 監督 - 桜美かつし
- シリーズ構成 - 髙山文彦
- キャラクターデザイン - 岩倉和憲
- プロップデザイン - 藤井昌宏
- 美術設定 - 廣瀬義憲
- 美術監督 - 柳原拓巳
- 色彩設計 - 田辺香奈
- 撮影監督 - 大河内喜夫
- 編集 - 後藤正浩
- 音響監督 - 岩浪美和
- 音楽 - TO-MAS
- 音楽制作 - ランティス
- 音楽プロデューサー - 佐藤純之介、臼倉竜太郎
- プロデュース - 槙本裕紀、松下俊也、松倉友二
- プロデューサー - 谷口慎、石山貴大、小岐須泰世、金子広孝、雪田雅人
- アニメーション制作 - J.C.STAFF
- 製作 - 「アリスと蔵六」製作委員会（バンダイビジュアル、徳間書店、博報堂DYミュージック&ピクチャーズ、J.C.STAFF、ランティス、TOKYO MX、ソニーPCL）

### 主題歌
「ワンダードライブ」
ORESAMAによるオープニング主題歌。作詞はぽん、作曲・編曲は小島英也。
「Chant (kotringo edition)」
toi toy toiによるエンディング主題歌。作詞・作曲・編曲はコトリンゴ。

### 各話リスト
| 話数   | サブタイトル         | 脚本             | 絵コンテ            | 演出       | 作画監督                                                                                                | 総作画監督          |
| ------ | -------------------- | ---------------- | ------------------- | ---------- | --- | ------------------- |
| 第1話  | 赤の女王、逃げる     | 髙山文彦         | 桜美かつし          | 佐々木純人 | 藤井昌宏、佐々木貴宏、大塚舞 直谷たかし、佐藤真史、舘崎大 河野眞也、手島勇人、中山由美 廣田茜、小松沙奈 | 藤井昌宏 佐々木貴宏 |
| 第2話  | アリスの夢           | 綾奈ゆにこ       | 山川吉樹            | 森田静二   | 谷口元浩、藤井昌宏、二宮奈那子 櫻井司、河野眞也、手島勇人 廣田茜                                        | 谷口元浩 藤井昌宏   |
| 第3話  | トランプ             | ヤスカワショウゴ | 頂真司              | 泰義人     | Kim Yongsik、Oh scari、崔仁燮                                                                           | 藤井昌宏            |
| 第4話  | 人でないモノ         | ヤスカワショウゴ | 山川吉樹            | 関田修     | 小田多恵子、飯塚葉子、佐藤元 棚沢隆、服部憲知、桜井木の実 七荻弐夜                                      | 谷口元浩            |
| 第5話  | 帰るところ           | 木村暢           | 山川吉樹            | 直谷たかし | 中山由美、佐野はるか、二宮奈那子 福島豊明                                                               | 藤井昌宏            |
| 第6話  | 樫村家               | 綾奈ゆにこ       | 篠原俊哉            | 西田健一   | 谷口元浩、中山由美、廣田茜 加藤愛、櫻井司、錦織成 趙暁昕、河野眞也                                      | 谷口元浩            |
| 第7話  | ともだち             | 綾奈ゆにこ       | 頂真司              | 福島利規   | 中山由美、佐野はるか、二宮奈那子 馬場一樹、李少雷                                                       | 谷口元浩            |
| 第8話  | 悪い魔女             | 大野木寛         | 福田道生            | 森田静二   | 廣田茜、加藤愛、鈴木彩乃 河野眞也、手島勇人、舘崎大 中村真悟、趙暁昕、李少雷 藤井昌宏                   | 藤井昌宏            |
| 第9話  | チェシャ猫の笑う場所 | 木村暢           | 頂真司              | 泰義人     | Kim Yongsik、Seo Seunghy、Lee Jio Lee Juhyon                                                            | 谷口元浩            |
| 第10話 | 小さな女王           | 大野木寛         | 桜美かつし 山川吉樹 | 山川吉樹   | 佐野はるか、廣田茜、手島勇人 岩崎亮、二宮奈那子、河野眞也 谷口元浩                                      | 谷口元浩            |
| 第11話 | 女王と魔女           | 髙山文彦         | 桜美かつし          | 鈴木健太郎 | 佐野はるか、廣田茜、加藤愛 二宮奈那子、手島勇人、河野眞也 趙暁昕                                        | 谷口元浩            |
| 第12話 | ただいま             | 大野木寛         | 佐山聖子            | 桜美かつし | 佐野はるか、廣田茜、加藤愛 滝野茉美、二宮奈那子、手島勇人 櫻井司、錦織成、鶴元慎子 鈴木彩乃             | 谷口元浩            |

### 放送局
| 放送期間               | 放送時間                     | 放送局     | 対象地域 | 備考                      |
| ---------------------- | ---------------------------- | ---------- | -------- | ------------------------- |
| 2017年4月2日 - 6月25日 | 日曜 22:30 - 23:00           | TOKYO MX   | 東京都   | 製作参加                  |
|                        | 日曜 23:00 - 23:30           | KBS京都    | 京都府   |                           |
| 2017年4月3日 - 6月26日 | 月曜 0:30 - 1:00（日曜深夜） | サンテレビ | 兵庫県   |                           |
| 2017年4月5日 - 6月28日 | 水曜 0:00 - 0:30（火曜深夜） | BS11       | 日本全域 | BS放送 / 『ANIME+』枠     |
| 2017年4月7日 - 6月30日 | 金曜 22:00 - 22:30           | AT-X       | 日本全域 | CS放送 / リピート放送あり |

| 配信開始日   | 配信時間                     | 配信サイト |
| ------------ | ---------------------------- | --- |
| 2017年4月5日 | 水曜 12:00 更新              | バンダイチャンネル dアニメストア 楽天ショウタイム ビデオマーケット DMM.com GYAO!ストア U-NEXT TSUTAYA TV ビデオパス |
| 2017年4月6日 | 木曜 更新                    | J:COMオンデマンド                                                                                                   |
| 2017年4月9日 | 日曜 1:00 - 1:30（土曜深夜） | AbemaTV 新作TVアニメチャンネル                                                                                      |
|              | 日曜 12：00 更新             | Happy動画 |

### BD
| 巻    | 発売日         | 収録話          | 規格品番  |
| ----- | -------------- | --------------- | --------- |
| Box 1 | 2017年7月28日  | 第1話 - 第5話   | BCXA-1243 |
| 1     | 2017年7月28日  | 第1話           | BCXA-1237 |
| 2     | 2017年8月29日  | 第2話 - 第3話   | BCXA-1238 |
| 3     | 2017年9月27日  | 第4話 - 第5話   | BCXA-1239 |
| Box 2 | 2017年10月27日 | 第6話 - 第12話  | BCXA-1244 |
| 4     | 2017年10月27日 | 第6話 - 第7話   | BCXA-1240 |
| 5     | 2017年11月24日 | 第8話 - 第9話   | BCXA-1241 |
| 6     | 2017年12月22日 | 第10話 - 第12話 | BCXA-1242 |

### スピンオフ漫画
『ワンダれ!!アリスと蔵六学園』のタイトルで、2017年4月2日よりテレビアニメ公式サイトでWEB配信されたスピンオフコミック。漫画は雪本愁二。
- 今井哲也（原作）、	雪本愁二（漫画） 『アリスと蔵六』 徳間書店〈RYU COMICS〉、全2巻
  1. 2017年10月13日発売[24]、ISBN 978-4-19-950594-2
  2. 2017年10月13日発売[25]、ISBN 978-4-19-950595-9